# Papa Sirício
O Papa Sirício (em latim Siricius; 334 — 26 de novembro de 399) foi o papa da Igreja Católica a partir de dezembro de 384 até a sua morte, em 399. Foi sucessor de Dâmaso I e sucedido por Anastácio I.

## Carreira
Sirício foi eleito bispo de Roma por unanimidade, apesar das tentativas de autopromoção do antipapa Ursino. Diz a tradição que Sirício deixou mulher e filhos para tornar-se papa. O número de filhos é desconhecido.
Foi um papa ativo, envolvido com a administração da Igreja. Foi o primeiro papa a escrever decretos e apoiou fortemente o celibato para os sacerdotes e diáconos. Combateu o maniqueísmo e outras heresias. Procurou o diálogo em vez do confronto. Conquistou com sua humildade e mansidão, várias conversões.
Quando o Bispo espanhol e ascético Prisciliano, acusado por seus colegas de heresia, foi executado pelo imperador Magno Máximo, sob a acusação de magia, Sirício, juntamente com Ambrósio de Milão e Martinho de Tours, protestou contra o veredito.